# Alibispeicher
Ein Alibispeicher ist ein eichfähiges Speichersystem für Wägesysteme.

## Speicherarten

### Interner Alibispeicher
Der interne Alibispeicher ist fest in das Anzeigegerät der Waage eingebaut und ist von außen nicht, sondern nur durch komplettes Öffnen des Anzeigegerätes, zu erreichen. Die allgemeine Speicherung erfolgt dabei auf eine Art SD-Karte, die eine maximale Speicherkapazität von 128 MB verarbeiten kann. In der einfachsten Speicherformel können somit vier Millionen Zeilen erzeugt werden. Diese Speicherform ist die einfachste und kostengünstigste Variante.

### Externer Alibispeicher
Beim externen Alibispeicher existiert ein weiteres, externes Bauteil an der Waage. Es wird via EIA-232-Schnittstelle zwischen die Waage mit Anzeigegerät und einen Computer geschaltet. Die dort gespeicherten Daten können von einer bestimmten Software abgerufen und am Computer weiterverarbeitet oder archiviert werden. Vorteil ist, dass durch das Datenkabel eine größere Anzahl an Waagen angebunden werden kann.

## Software
Die Software erzeugt und speichert Speicherformel, die von der Waage und einem Scanner aufgelesen werden. Dabei läuft die Software ohne eichrelevante Einschränkungen.

## Speicherung der Daten
Als gesetzliche Grundlage zur Speicherung der Messdaten dient der § 9 Nr. 2 a und b der Eichordnung (Allgemeine Vorschriften) (EO-AV). Die Messwerte sollen danach eine Regelaufbewahrungsdauer von bis zu drei Monaten haben, wenn nicht aus anderen Allgemeine Geschäftsbedingungen längere Fristen gefordert werden.